# Resolutie 793 Veiligheidsraad Verenigde Naties
Resolutie 793 van de Veiligheidsraad van de Verenigde Naties werd unaniem aangenomen op 30 november 1992. De resolutie verlengde de UNAVEM II-missie in Angola met twee maanden.

## Achtergrond
Nadat Angola in 1975 onafhankelijk was geworden van Portugal, keerden de verschillende onafhankelijkheidsbewegingen zich tegen elkaar bij het dingen naar de macht. Onder meer Zuid-Afrika en Cuba mengden zich in de burgeroorlog, totdat ze zich in 1988 terugtrokken. De VN-missie UNAVEM I zag toe op het vertrek van de Cubanen. Een staakt-het-vuren volgde in 1990, en hiervoor werd de UNAVEM II-missie gestuurd. In 1991 werden akkoorden gesloten om democratische verkiezingen te houden die eveneens door UNAVEM II zouden worden waargenomen.

## Inhoud
De Veiligheidsraad:
- herinnert aan de resoluties 696, 747 en 785.
- neemt nota van het verdere rapport van secretaris-generaal Boutros Boutros-Ghalis;
- is bezorgd om de verslechterende politieke- en militaire situatie, de troepenbewegingen en de vijandelijkheden tussen 31 oktober en 1 november;
- steunt de inspanningen van de secretaris-generaal om de huidige crisis op te lossen;
- is ontstemd over het feit dat belangrijke delen van het Angolese Vredesakkoord nog niet werden uitgevoerd;
- blijft de uitspraak van de Speciale Vertegenwoordiger dat de verkiezingen over het algemeen vrij en eerlijk verliepen steunen en merkt op dat UNITA de uitslag aanvaardt;
- bemerkt de intentie van de secretaris-generaal om de kosten van de vredesoperatie in de gaten te houden;

1. stemt in met de aanbeveling om het mandaat van UNAVEM II met twee maanden te verlengen tot 31 januari 1993;
2. doet een oproep aan alle landen die troepen en politie bijdragen om UNAVEM II zo snel mogelijk terug tot de gemandateerde sterkte te brengen;
3. verwelkomt de gezamenlijk verklaring van Angola en UNITA op 26 november;
4. eist dat de twee partijen het staakt-het-vuren respecteren, de militaire confrontaties stoppen en voor de nodige omstandigheden voor het vredesproces zorgen;
5. dringt erop aan dat de partijen hun toewijding aan het vredesakkoord tonen in verband met het ophouden van hun troepen en het verzamelen van hun wapens, demobilisatie en de vorming van een nationaal leger;
6. doet een oproep aan alle partijen om in dialoog te treden en een schema overeen te komen om het vredesakkoord uit te voeren;
7. bevestigt enige partij die niet wil deelnemen aan dergelijke dialoog, en zo het hele proces op de helling zet, verantwoordelijk te houden;
8. roept alle landen op niets te doen dat het vredesakkoord in gevaar kan brengen;
9. vraagt de secretaris-generaal om tegen 31 januari 1993 opnieuw te rapporteren en aanbevelingen voor de lange termijn te doen over de verdere rol van de VN in het vredesproces;
10. besluit om op de hoogte te blijven.

## Verwante resoluties
- Resolutie 747 Veiligheidsraad Verenigde Naties
- Resolutie 785 Veiligheidsraad Verenigde Naties
- Resolutie 804 Veiligheidsraad Verenigde Naties (1993)
- Resolutie 811 Veiligheidsraad Verenigde Naties (1993)

Lijst ·  726 ·  727 ·  728 ·  729 ·  730 ·  731 ·  732 ·  733 ·  734 ·  735 ·  736 ·  737 ·  738 ·  739 ·  740 ·  741 ·  742 ·  743 ·  744 ·  745 ·  746 ·  747 ·  748 ·  749 ·  750 ·  751 ·  752 ·  753 ·  754 ·  755 ·  756 ·  757 ·  758 ·  759 ·  760 ·  761 ·  762 ·  763 ·  764 ·  765 ·  766 ·  767 ·  768 ·  769 ·  770 ·  771 ·  772 ·  773 ·  774 ·  775 ·  776 ·  777 ·  778 ·  779 ·  780 ·  781 ·  782 ·  783 ·  784 ·  785 ·  786 ·  787 ·  788 ·  789 ·  790 ·  791 ·  792 ·  793 ·  794 ·  795 ·  796 ·  797 ·  798 ·  799